# HMS Warspite (03)
«Ворспайт» (03) (англ. HMS Warspite (03) — військовий корабель, лінійний корабель типу «Квін Елізабет» Королівського військово-морського флоту Великої Британії.

## Історія створення
«Ворспайт» був закладений 31 жовтня 1912 року на верфі військово-морської бази у Девонпорті. Спущений на воду 26 листопада 1913 року, вступив у стрій 8 березня 1915 року.

## Історія служби

Артилерійська підтримка кораблями союзників висадки морського десанту на узбережжя Нормандії. Позиція лінкора «Ворспайт» в ході висадки десанту на крайньому лівому фланзі навпроти плацдарму «Сорд». Операція «Нептун». 6 червня 1944